# Brodski Varoš
Brodski Varoš (1900-ig Varoš) falu Horvátországban, Bród-Szávamente megyében. Közigazgatásilag Bródhoz tartozik.

## Fekvése
Bródtól 5 km-re északnyugatra, Szlavónia középső részén, a Dilj-hegység lejtői alatt, a Bródról Pozsegára menő főút és az A3-as (Zágráb-Lipovac) autópálya mentén fekszik.

## Története
A település 1770 körül keletkezett a mai helyen, amikor a katonai hatóságok rendeletére az addig a Száva és a Mrsunja-patak közötti területen és annak környékén élt lakosság ide települt át. A változást jól mutatják a korabeli térképek, mivel az 1763-as katonai térképen a település még a régi helyén látható, míg az 1776-os térképen már a mai helyén látjuk. 
 A települést eredetileg Gornji (Ober) Varošnak, azaz Felsővárosnak hívták, mivel az akkori Bródtól északabbra feküdt. A korábbi források szerint a bródi ferencesek szolgáltak a vidék több településén is. Az 1746-os vizitáció már megkülönbözteti a települést Bród városától, ekkor 82 házban 531 katolikus élt itt. Az 1758-as vizitáció jelentése szerint Gornji Varošban egy szerény kis Szent Rókus kápolna állt. 1760-ban az egyházi vizitáció 71 házzal, 108 családdal és 525 katolikus lakossal említi.
Az első katonai felmérés térképén „Ober Vaross” néven található. Lipszky János 1808-ban Budán kiadott repertóriumában „Vaross” néven szerepel. Nagy Lajos 1829-ben kiadott művében „Varosh” néven 156 házzal, 797 katolikus vallású lakossal találjuk. 1845-ben új Szent Rókus templomot építettek. A katonai közigazgatás megszüntetése után 1871-ben Pozsega vármegyéhez csatolták.
A településnek 1857-ben 797, 1910-ben 1453 lakosa volt. Pozsega vármegye Bródi járásának része volt. Az 1910-es népszámlálás adatai szerint lakosságának 94%-a horvát anyanyelvű volt. Az első világháború után 1918-ban az új szerb-horvát-szlovén állam, majd később (1929-ben) Jugoszlávia része lett. Plébániáját 1961-ben alapították, a plébániatemplomot 1971-ben építették. 1991-től a független Horvátországhoz tartozik. 1991-ben lakosságának 91%-a horvát nemzetiségű volt. 2011-ben a településnek 2035 lakosa volt.

## Lakossága
| Lakosság változása | Lakosság változása | Lakosság változása | Lakosság változása | Lakosság változása | Lakosság változása | Lakosság változása | Lakosság változása | Lakosság változása | Lakosság változása | Lakosság változása | Lakosság változása | Lakosság változása | Lakosság változása | Lakosság változása | Lakosság változása |
| ------------------ | ------------------ | ------------------ | ------------------ | ------------------ | ------------------ | ------------------ | ------------------ | ------------------ | ------------------ | ------------------ | ------------------ | ------------------ | ------------------ | ------------------ | ------------------ |
| 1857               | 1869               | 1880               | 1890               | 1900               | 1910               | 1921               | 1931               | 1948               | 1953               | 1961               | 1971               | 1981               | 1991               | 2001               | 2011               |
| 797                | 763                | 806                | 1.156              | 1.151              | 1.453              | 1.420              | 1.730              | 1.591              | 1.258              | 1.283              | 1.338              | 1.570              | 1.546              | 2.221              | 2.035              |

## Nevezetességei
A Krisztus király tiszteletére szentelt római katolikus plébániatemploma 1971-ben épült.
A Szent Rókus templomot 1845-ben építették.
Đuro Đaković szülőháza. Ebben a házban született és élt a jugoszláv munkásmozgalom kiemelkedő harcosa. 1929-ben az osztrák-jugoszláv határon gyilkolták meg. 1979-ben az épületet a bródi Brodsko Posavlje Múzeum irányítása alatt emlékmúzeummá rendezték be etnológiai gyűjteménnyel.
A Tonkić-ház szabályos téglalap alakú 19. századi lakóépület, mely az utcaszabályozási vonal mentén helyezkedik el. Háromszobás ház, melynek keskenyebb, oromzatos oldala utca felőli. Egy előszobából, a központi részében konyhából és egy kis szobából áll. A ház téglából épült, hódfarkú csempével burkolva. Az utcai homlokzat egyszerű, két dupla üvegezésű ablakkal, az oromzaton pedig egy téglalap alakú nyílással és csempével borított párkánnyal. A ház irányát követő bővítményben két melléképület található.

## Kultúra
A településen az 1930-as években alapították a Seljačka sloga egyesület helyi csoportját, mely a második világháborúig működött, majd 1954-ben folytatta működését. 1975-ben megalapították a KUD „Varoš” egyesületet, melynek nevét 1985-ben „Đuro Đaković”ra változtatták. Ezen a néven működött 1990-ig. 1992-ben visszakapta régi „Varoš” nevét. 2005-től KUD Luka Lukić kulturális és művészeti egyesület néven működik. Az egyesületben négy tamburacsoport is működik. Innen vált ki a „Varoški Bećari” tamburazenekar.

## Sport
Az NK „Graničar” Brodski Varoš labdarúgóklubot 1925-ben alapították.